# Đông Vinh, Đông Hưng
Đông Vinh là một xã thuộc huyện Đông Hưng, tỉnh Thái Bình, Việt Nam.

## Diện tích và dân số
Xã Đông Vinh có diện tích 5,95 km². Theo Tổng điều tra dân số năm 1999, xã Đông Vinh có số dân 7.377 người.Có số học sinh cao nhất trong cụm 5 (Gồm các xã Đông Giang, Đông Hà, Đông Các, Đông Vinh)

## Tôn giáo
Đông Vinh có phật giáo,tín đồ chủ yếu là người cao tuổi.
Đông Vinh hiện có 2 chùa lớn là Chùa Vĩnh Khánh (Thôn Văn Ông Đoài) và Chùa Từ Ân (Thôn Bắc Đồng Hải)
Đình Đồng Lang cũng là một di tích lịch sử nổi tiếng tại đây.

## Địa giới hành chính
Xã Đông Vinh nằm ở phía đông nam huyện Đông Hưng, bên hữu ngạn sông Tiên Hưng.

## Vị trí địa lí
- Phía đông giáp các xã Đông Tân và Đông Quan;
- Phía nam giáp các xã Đông Á và Đông Hoàng;
- Phía tây giáp các xã Đông Xuân và Đông Động;
- Phía bắc giáp các xã Hà Giang và Đông Kinh.

## Đình Đông Hải
Đình làng Đông Hải ở xã Đông Vinh là nơi thờ tướng Phạm Bạch Hổ, vị tướng 2 triều Ngô - Đinh, một trong 12 sứ quân có công cai quản vùng đất xứ Đông, trong đó có Thái Bình.